# Harvey Milk
Harvey Bernard Milk (22. maj 1930-27. november 1978) var en amerikansk politiker og den første åbent homoseksuelle person, der blev indvalgt i San Franciscos byråd. Han var først relativt sent blevet politisk aktiv, hvilket skete efter at han i 1972 var flyttet fra New York til San Francisco. Her slog han sig ned sammen med sin samlever i byens bøssekvarter The Castro, og han stillede tre gange op som kandidat til byrådet uden at blive valgt, før det i 1977 lykkedes ham at blive valgt ind.
Som byrådsmedlem kæmpede han for en række minoritetsgrupper, og han blev centrum i en strid mellem liberale strømninger og traditionelle konservative dyder. Dette skal sandsynligvis ses som baggrunden for, at en af hans politiske rivaler, Dan White, skød og dræbte både Harvey Milk og borgmester George Moscone. Efterfølgende har Milk fået ikon-status for den homoseksuelle rettighedsbevægelse, især i San Francisco.
Hans liv og især perioden op til valget af ham i 1977 og byrådskarrieren indtil hans død blev skildret i den prisbelønnede dokumentar The Times of Harvey Milk fra 1984. I 2008-filmen Milk af Gus Van Sant, med Sean Penn i titelrollen, tegnes ligeledes et billede af Milk og hans tid. Filmen indkasserede otte Oscar-nomineringer, og vandt i kategorierne: bedste originale manuskript (Dustin Lance Black) og bedste mandlige hovedrolle (Sean Penn).